# Смирнов, Виктор Ильич
Виктор Ильич Смирнов (р. 2 мая 1929 года, с. Репище Максатихинского района Калининской области, РСФСР) — советский государственный деятель, второй секретарь ЦК КП Молдавской ССР.

## Биография
Окончил Малышевскую среднюю школу (1948), Вышне-Волоцкий государственный учительский институт (1950), Заочную ВПШ при ЦК КПСС (1958), Калининский сельхозтехникум (1967), АОН при ЦК КПСС. С 1950 года — учитель Орудовской средней школы, с 1951 — первый секретарь Сандовского райкома ВЛКСМ, с 1952 — секретарь по кадрам, с 1954 — первый секретарь Калининского обкома ВЛКСМ, с 1960 — первый секретарь Калининского райкома КПСС, с апреля 1962 — парторг, председатель оргбюро, секретарь парткома Калининского производственного колхозно-совхозного управления, с 1963 — секретарь — зав. идеологическим отделом Калининского сельского обкома КПСС, с 1964 — зав. отделом партийных органов, в 1966—1974 годах — секретарь Калининского обкома КПСС. Один из инициаторов преобразования Калининского педагогического института в университет. С 1975 года — заведующий сектором отдела организационно-партийной работы ЦК КПСС.
Кандидат исторических наук (1975).
В июле 1984—1988 годах — 2-й секретарь ЦК КП Молдавии. В Молдавии его критиковали за репрессии к хозяйственным кадрам. Несколько председателей успешных колхозов совершили самоубийства после его проверок. Также подвергался репрессиям с его стороны Василий Вышку, в то время занимавший пост заместителя Председателя Совета министров Молдавской ССР.
Кандидат в члены ЦК КПСС (1986—1990). Член КПСС с 1951 года. Депутат ВС СССР 11-го созыва. Депутат Калининского облсовета (1965—1975). Автор работ по аграрной истории Тверской области. Инициатор создания «Пушкинского кольца Верхневолжья».
В 1989 году против него было заведено уголовное дело по обвинениям во взяточничестве в особо крупных размерах, он был арестован.
На Пленуме ЦК КПСС 22 мая 1989 года обсуждалась записка Генерального прокурора СССР А.Я. Сухарева о полной реабилитации бывшего 2-го секретаря ЦК Компартии Молдавии В.И. Смирнова, постановлением Прокуратуры СССР дело было прекращено. Однако в октябре того же года комиссия Съезда народных депутатов СССР для проверки материалов, связанных с деятельностью следственной группы  Прокуратуры СССР, возглавляемой Т. Х. Гдляном («Хлопковое дело») дала заключение, что уголовное дело было прекращено преждевременно и необоснованно.